# Oliveira de Azeméis (freguesia)
A Freguesia de Oliveira de Azeméis foi uma freguesia urbana portuguesa do Município de Oliveira de Azeméis, que tinha 9,25 km² de área e 12 204 habitantes (2011). Confrontava a norte com as Freguesias de Santiago de Riba-Ul e de São Roque, a este com Ossela, a sul com Macinhata da Seixa e a oeste com Ul e Madail.
Foi extinta em 2013, no âmbito de uma reforma administrativa nacional, tendo sido agregada às freguesias de Santiago de Riba-Ul, Ul, Macinhata da Seixa e Madail, para formar uma nova freguesia denominada União das Freguesias de Oliveira de Azeméis, Santiago de Riba-Ul, Ul, Macinhata da Seixa e Madail.

## População
| População da freguesia de Oliveira de Azeméis (1864 – 2011) | População da freguesia de Oliveira de Azeméis (1864 – 2011) | População da freguesia de Oliveira de Azeméis (1864 – 2011) | População da freguesia de Oliveira de Azeméis (1864 – 2011) | População da freguesia de Oliveira de Azeméis (1864 – 2011) | População da freguesia de Oliveira de Azeméis (1864 – 2011) | População da freguesia de Oliveira de Azeméis (1864 – 2011) | População da freguesia de Oliveira de Azeméis (1864 – 2011) | População da freguesia de Oliveira de Azeméis (1864 – 2011) | População da freguesia de Oliveira de Azeméis (1864 – 2011) | População da freguesia de Oliveira de Azeméis (1864 – 2011) | População da freguesia de Oliveira de Azeméis (1864 – 2011) | População da freguesia de Oliveira de Azeméis (1864 – 2011) | População da freguesia de Oliveira de Azeméis (1864 – 2011) | População da freguesia de Oliveira de Azeméis (1864 – 2011) |
| ----------------------------------------------------------- | ----------------------------------------------------------- | ----------------------------------------------------------- | ----------------------------------------------------------- | ----------------------------------------------------------- | ----------------------------------------------------------- | ----------------------------------------------------------- | ----------------------------------------------------------- | ----------------------------------------------------------- | ----------------------------------------------------------- | ----------------------------------------------------------- | ----------------------------------------------------------- | ----------------------------------------------------------- | ----------------------------------------------------------- | ----------------------------------------------------------- |
| 1864                                                        | 1878                                                        | 1890                                                        | 1900                                                        | 1911                                                        | 1920                                                        | 1930                                                        | 1940                                                        | 1950                                                        | 1960                                                        | 1970                                                        | 1981                                                        | 1991                                                        | 2001                                                        | 2011                                                        |
| 2.280                                                       | 2.502                                                       | 2.699                                                       | 2.822                                                       | 3.165                                                       | 3.270                                                       | 3.682                                                       | 4.323                                                       | 5.268                                                       | 5.953                                                       | 7.683                                                       | 8.692                                                       | 9.679                                                       | 11.168                                                      | 12.204                                                      |

## Património
- Casa dos Corte Real ou Casa dos Reis e Vasconcelos
- Igreja Matriz de Oliveira de Azeméis ou Igreja de São Miguel e sua escadaria.
- Parque de La-Salette
- Capelas de Nossa Senhora do Carmo, nova e antiga de São Lourenço e de Cidacos
- Cruzeiro no Largo do Cruzeiro
- Hospital da Misericórdia
- Casa dos Barretos Feios
- Palácio da Justiça
- Edifício da Caixa Geral de Depósitos
- Monumento aos Mortos da Grande Guerra
- Busto de Bento Carqueja
- Monumento a Ferreira de Castro
- Fonte decorativa
- Chafariz
- Escola primária
- Museus regional e do Centro Vidreiro
- Casa dos Pizarros Cortes Reais
- Lugares do Castilhão e da Lomba
- Edifício da fábrica Azemoldes
- Casas da Tivinha, do Avenal e da Ortiga II

## Localidades
Localidades da Freguesia de Oliveira de Azeméis:
- Abelheira
- Aldas
- Barrocas
- Calvário
- Cidacos
- Cruzeiro
- Escravilheira
- Farrapa
- Feira dos Onze
- Fonte Joana
- Gandra
- Igreja Velha
- La-Salette
- Lações
- Lomba
- Lomba de Vilar
- Moinho do Meio
- Passos
- Pocinho
- Relva
- Santo António
- Urtiga
- Vilar

## Equipamentos
- Polidesportivo de Lações - Travessa Comendador Seabra Silva
- Polidesportivo da Feira dos 11
- Centro de Dia da Comissão de Melhoramentos de Azeméis - Rua Conselheiro Boaventura de Sousa
- Centro de Apoio Familiar Pinto de Carvalho - Rua Padre Manuel José Oliveira
- Santa Casa da Misericórdia de Oliveira de Azeméis - Rua da Abelheira
- Lar de São Miguel - Rua 25 de Abril
- Cerciaz - Rua Francisco Abreu e Sousa